# Paradysderina baehrae
Espèce
Paradysderina baehrae est une espèce d'araignées aranéomorphes de la famille des Oonopidae.

## Distribution
Cette espèce est endémique de la province de Napo en Équateur,. Elle se rencontre à Yanayacu vers 2 400 m d'altitude dans la cordillère Orientale.

## Description
Le mâle holotype mesure 1,80 mm et la femelle 2,03 mm.

## Étymologie
Cette espèce est nommée en l'honneur de Barbara Baehr.

## Publication originale
- Platnick & Dupérré, 2011 : The Andean goblin spiders of the new genera Paradysderina and Semidysderina (Araneae, Oonopidae). Bulletin of the American Museum of Natural History, no 364, p. 1-121 (texte intégral).